# Jan Šimsa (lékař)

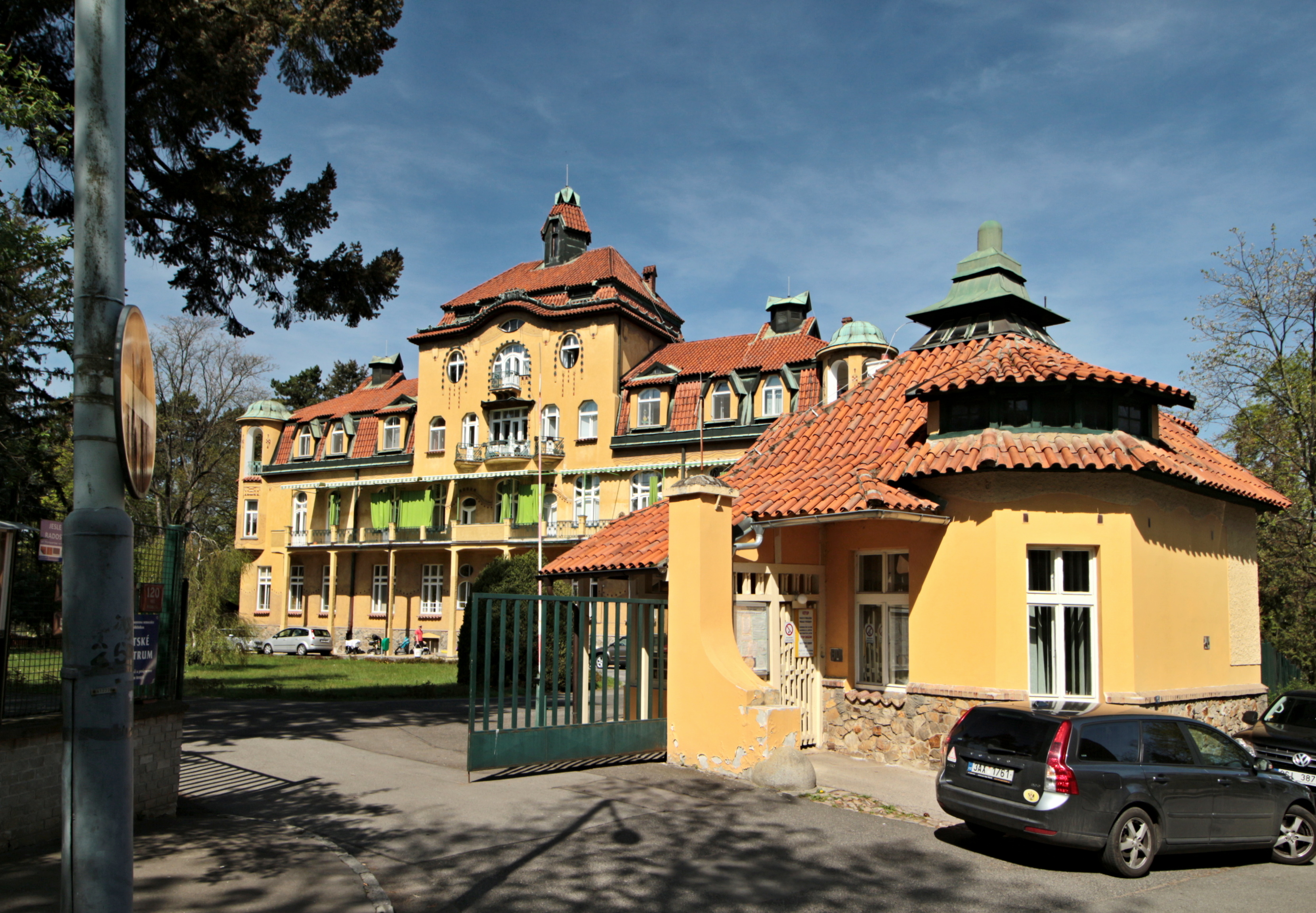
Hlavní budova bývalého Šimsova sanatoria

Jan Šimsa (14. prosince 1865 Vahlovice – 18. prosince 1945 Praha) byl český lékař, psychiatr, překladatel a osvětový pracovník. V letech 1901 až 1920 vlastnil a provozoval psychiatrický ústav v pražské Krči, tzv. Šimsovo sanatorium.

## Život

### Mládí
Narodil se ve Vahlovicích nedaleko Blatné (pozdější součást obce Myštice) v jižních Čechách. Po vychození obecné a střední školy vystudoval medicínu na Lékařské fakultě Karlo-Ferdinandovy univerzity, kde odpromoval roku 1891. Specializoval se v oboru psychiatrie. Nejprve působil jako lékař v ústavu pro choromyslné v Dobřanech u Plzně, posléze zastával pozici ředitele léčebny Zavod za umobolne ve Stenjevci u chorvatského Záhřebu.

### Šimsovo sanatorium
Roku 1901 si v pražské Krči zřídil vlastní ústav, sanatorium pro choroby vnitřní a nervové, který osobně řídil v letech 1901 až 1920. Pro jeho potřeby zakoupil rozsáhlý areál původních lázní se zahradou, postavéných roku 1893. Tzv. Šimsovo sanatorium byl vyhledávanou a luxusní institucí především pro léčbu těžce nemocných pacientů, v jeho péči dožili mj. prominentní pacienti jako někdejší politik a starosta Domažlic Petr Hana a další. Sanatorium bylo zrušeno roku 1922.

### Boj proti alkoholismu
Značnou část své kariéry věnoval propagaci zdravého životního stylu. Ještě v dobách Rakouska-Uherska patřil k prvním odborným zastáncům alkoholové abstinence, proti které vystupoval jak ve svých odborných spisech, tak v rámci přednáškové a spolkové činnosti. Roku 1905 založil první český protialkoholní spolek, ve spolupráci s prof. Gustavem Kabrhelem a prof. Růžičkou vydával letáky poukazující na rizika alkoholismu, roku 1912 uspořádal v Praze první protialkoholní výstavu, jako první uspořádal sjezd pro abstinentní výchovu mládeže, propagoval léčbu mj. prostřednictvím arteterapie (kresba).

### Úmrtí
Jan Šimsa zemřel 18. prosince 1945 v Praze ve věku 80 let.

## Dílo (výběr)
- Přírodní léčba a domácí lékař, 1.vydání 1923, 2. vydání 1941
- Základy životní moudrosti, 1.vydání 1923
- Alkohol pro a proti, 1.vydání 1924
- Hypnosa a sugesce v dějinách národů, 1.vydání 1920